# Gymnanthes elliptica
Gymnanthes elliptica är en törelväxtart som beskrevs av Olof Swartz. Gymnanthes elliptica ingår i släktet Gymnanthes och familjen törelväxter.
Artens utbredningsområde är Jamaica. Inga underarter finns listade i Catalogue of Life.